# خانه زنجیرچی یزدی
منزل زنجیرچی یزدی مربوط به دوره قاجار است و در شیراز، محله اسحق بیگ، کوچه نصیر نظام، پشت مسجدعلی خان واقع شده و این اثر در تاریخ ۱۱ دی ۱۳۸۰ با شمارهٔ ثبت ۴۶۷۴ به‌عنوان یکی از آثار ملی ایران به ثبت رسیده است که در زمان گذشته منزل حاج عبدالرسول زنجیرچی بود.